# Mostafa Derkaoui
Mostafa Derkaoui, także Mustapha Derkaoui (arab. مصطفى الدرقاوي, Muṣṭafà ad-Darqāwī, ur. 12 listopada 1941 lub 1944 w Oujdzie, Maroko) – marokański reżyser filmowy.

## Życiorys
W 1962 roku uzyskał tytuł licencjata filozofii na wydziale filozoficznym Uniwersytetu Casablance, po czym kontynuował naukę w Konserwatorium Sztuk Dramatycznych w Casablance. W 1965 roku rozpoczął naukę w Państwowej Wyższej Szkole Filmowej i Teatralnej w Łodzi, gdzie ukończył reżyserię (1972), broniąc dyplom, filmem pt. Gdzieś pewnego dnia, pod kierunkiem Henryka Kluby.
W roku 1972 powrócił do Maroka. W 1974 założył wraz z bratem Abdelkrimem Derkaoui i Larbim Belakkafem firmę „Basma-Production”, zajmującą się produkcją filmów. W latach 1973–1975 był członkiem Marokańskiego Centrum Kinematograficznego. W 1980 roku założył firmę „ART 7”. We wrześniu 2000 roku został mianowany przewodniczącym jury Festiwalu Filmów Afrykańskich w Churibce.
Wyreżyserował liczne filmy telewizyjne i opery mydlane, a także wystąpił również w kilku własnych filmach. W roku 2022 powstał film, w reżyserii Sophie Delvallée, przedstawiający karierę Derkaouiego pt. Librement Mostafa Derkaoui (2022), w którym sam wystąpił.

## Filmografia
- Amghar (1968)
- Adopcja (1968)
- Ludzie z piwnicy (1969)
- Gdzieś pewnego dnia (1971)[1]
- About Some Meaningless Events(inne języki) (1974)[7]
- Les Cendres du clos (arab. Ramâd al-zariba, 1976)[8]
- Deux moins un (1979),
- L’agonie d’une fleur (1980),
- Portraits de famille (1980)[3][4].
- Les beaux jours de Shehrazade(inne języki) (1982),
- Titre provisoire(inne języki) (1984),
- Le doux murmure du vent (1990)[9]
- Fiction première (arab. Riwâya'ûlâ, 1992)
- La Guerre du Golfe... et après! (arab. Harbu al-khalîj wa ba’du?, ang. The Gulf War... What Next?, 1992) – współreżyserzy: Nouri Bouzid(inne języki), Néjia Ben Mabrouk(inne języki), Borhane Alaouié
- Je(u) au passé (1994)[8]
- Les sept portes de la nuit (1994)[6],
- La grande allégorie (1995),
- Les amours de Hadj Mokhtar Soldi (2000),
- Casablanca by Night (2003)
- Casablanca Day Light (2004)[6].
- Hmida Ejayeh (2023)[10]

## Odznaczenia
- Oficer Narodowego Orderu Zasługi Maroka(inne języki) (2016)[11]